# Port Elizabeth Challenger 1987
Il Port Elizabeth Challenger 1987 è stato un torneo di tennis facente parte della categoria ATP Challenger Series nell'ambito dell'ATP Challenger Series 1987. Il torneo si è giocato a Port Elizabeth in Sudafrica dal 14 al 20 dicembre 1987 su campi in cemento.

## Vincitori

### Singolare
Michael Robertson ha battuto in finale  Denys Maasdorp con il punteggio di 6–4, 6–2

### Doppio
Neil Broad /  Stefan Kruger hanno battuto in finale  Craig Boynton /  Tom Mercer con il punteggio di 4–6, 6–4, 6–2